# Sumpf-Kiefer
Die Sumpf-Kiefer (Pinus palustris), auch Harz-Kiefer genannt, ist eine Pflanzenart aus der Gattung der Kiefern (Pinus) innerhalb der Familie der Kieferngewächse (Pinaceae). Sie kommt in den südöstlichen US-Bundesstaaten vor. Sie trägt die Englischsprachigen Trivialnamen Longleaf Pine, Southern Yellow Pine, Georgia Pine oder früher Pitch Pine, dies führte zu Verwechselung mit der im Englischen gleichnamigen Pechkiefer (Pinus rigida). Sie dient als Wahrzeichen für die US-Bundesstaaten Alabama und North Carolina. Sie ist eine der auffälligsten und wirtschaftlich wichtigsten Baumarten der amerikanischen Südstaaten.

## Beschreibung und Ökologie

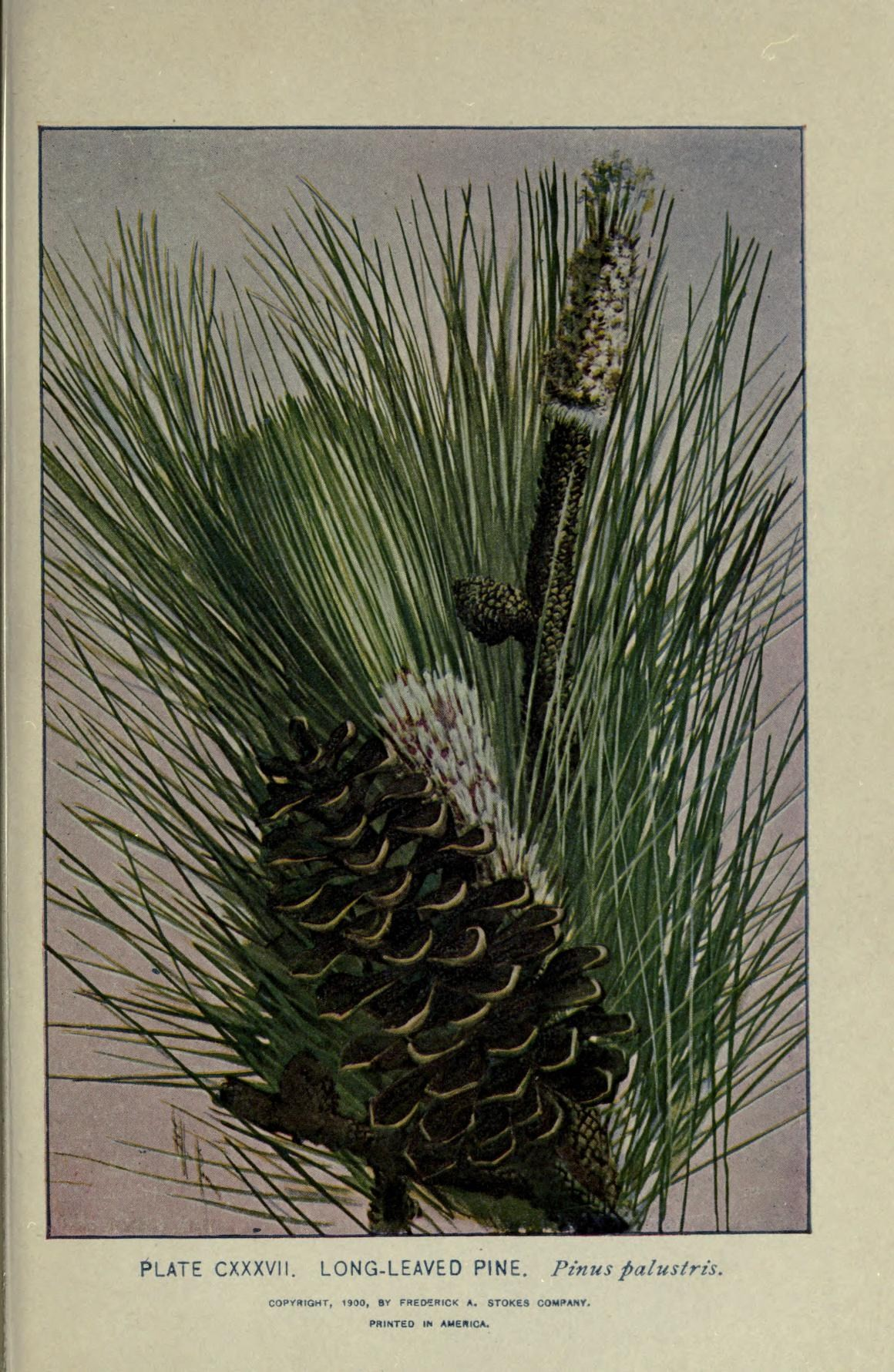
Illustration aus A guide to the trees, Tafel CXXXVII

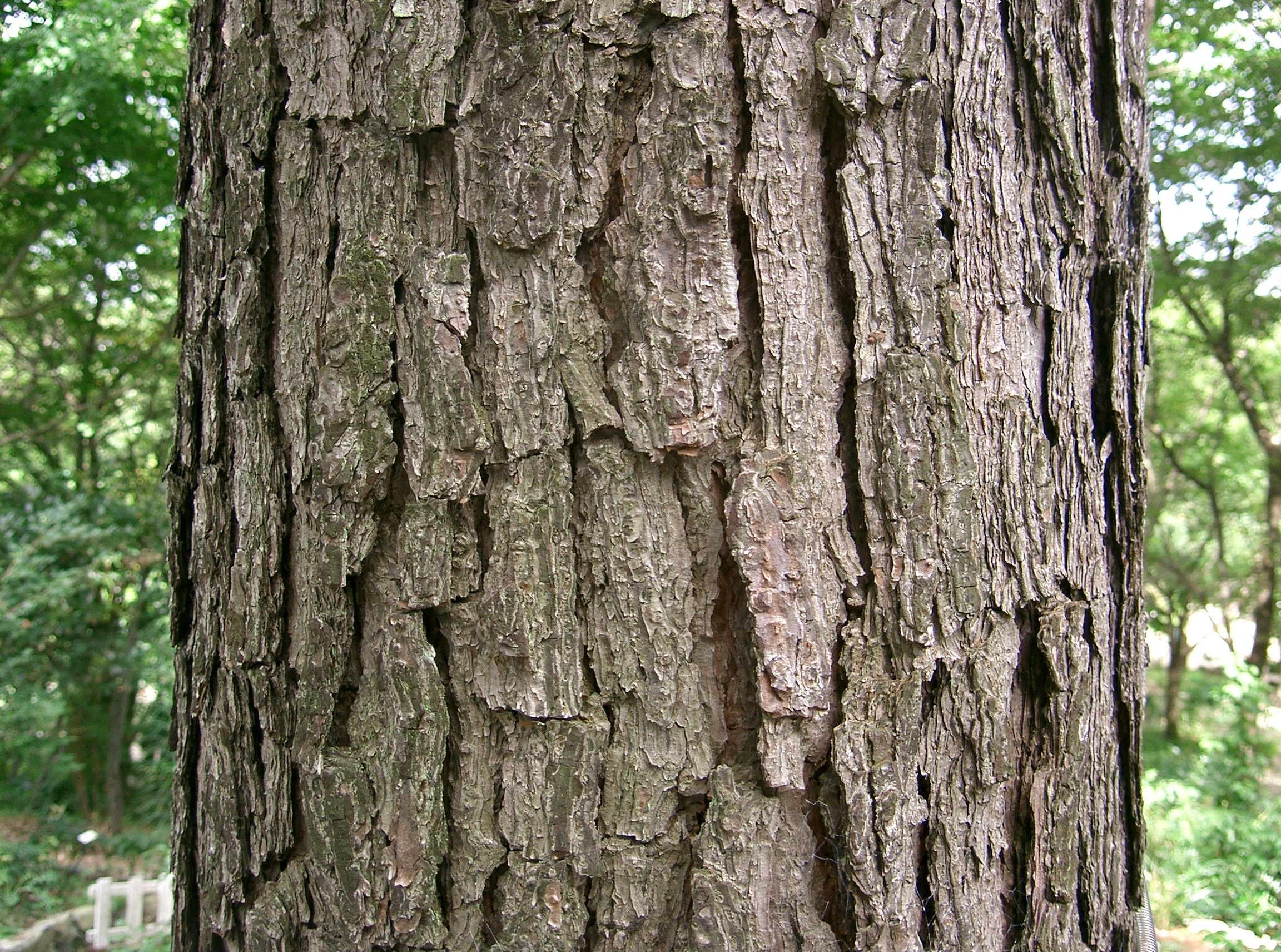
Borke

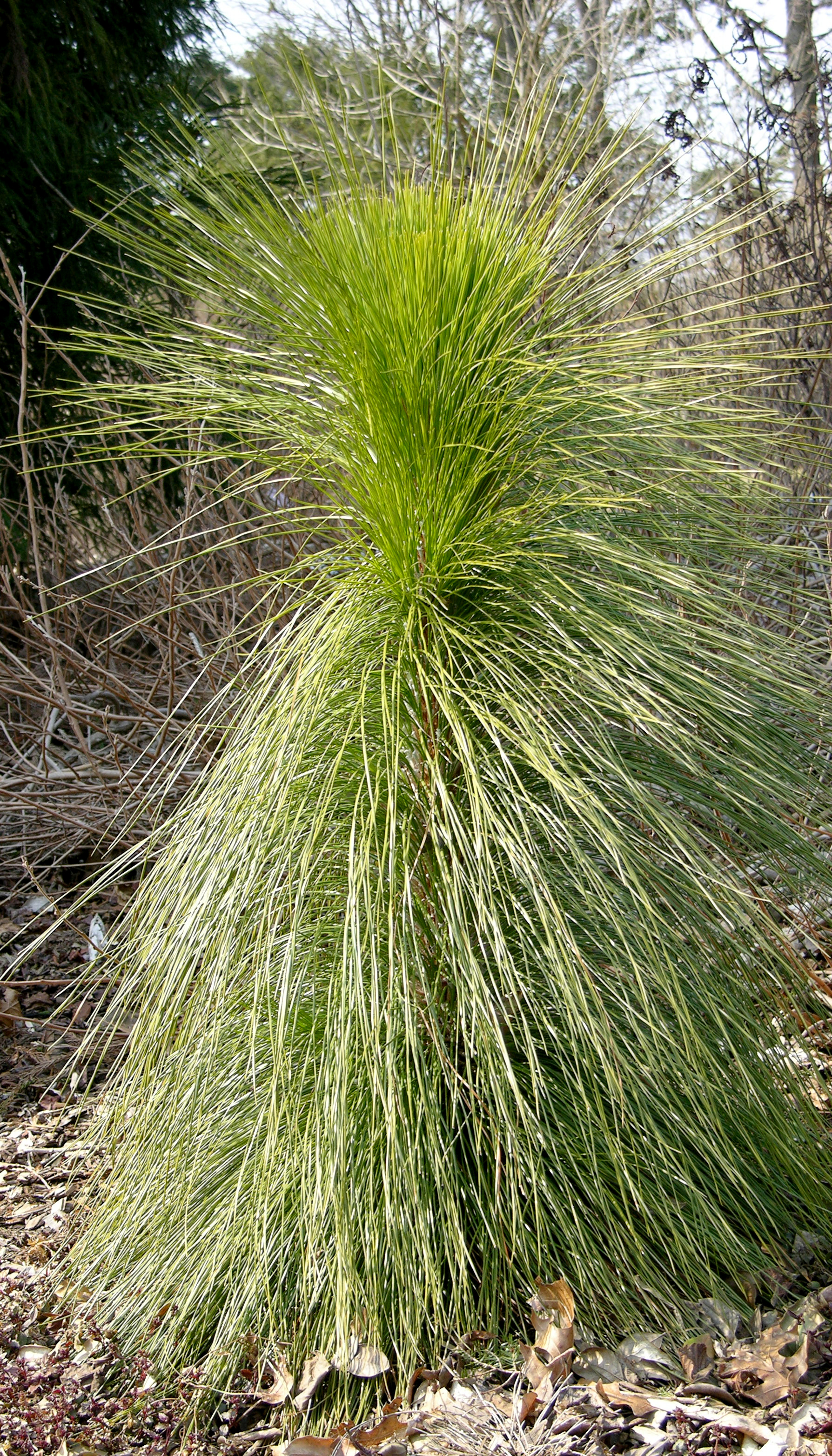
Sämling im Gras-Stadium

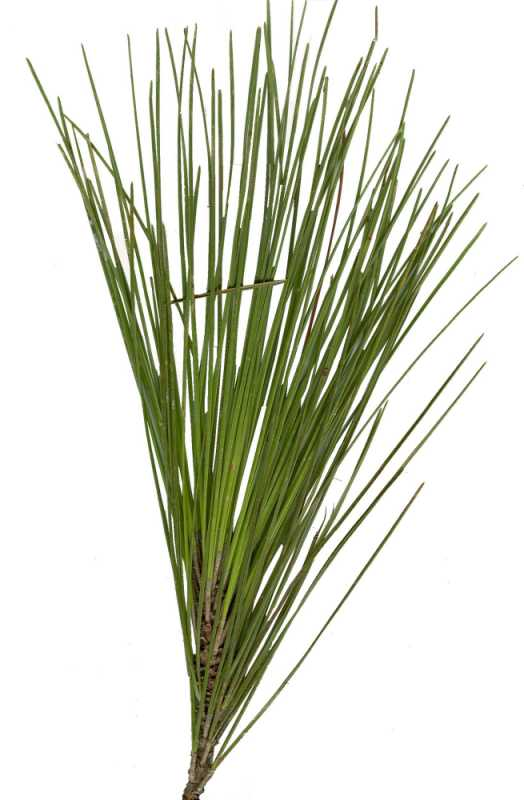
Nadeln

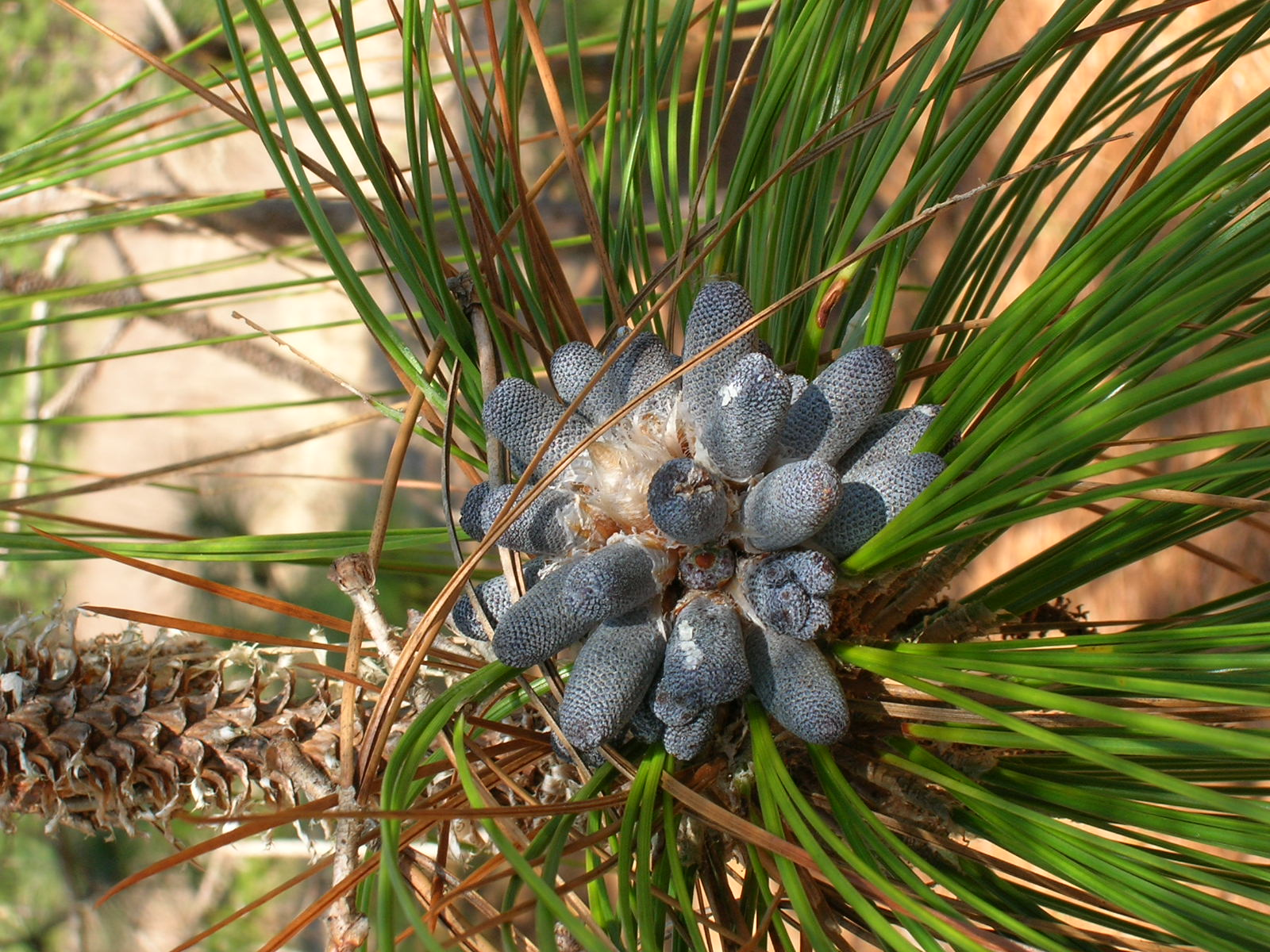
Zweig mit männlichen Blütenzapfen

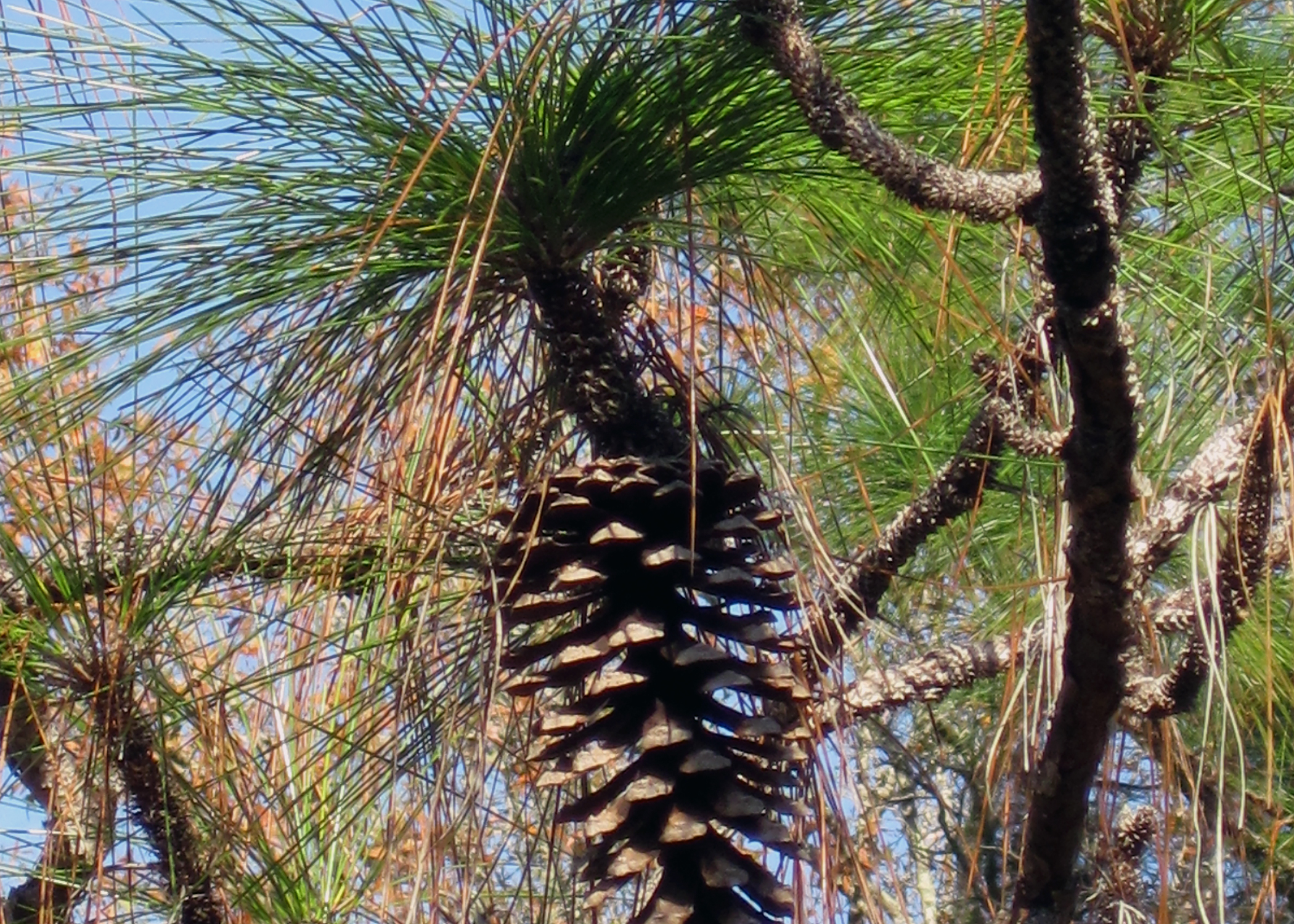
Zweig mit Nadeln und Zapfen

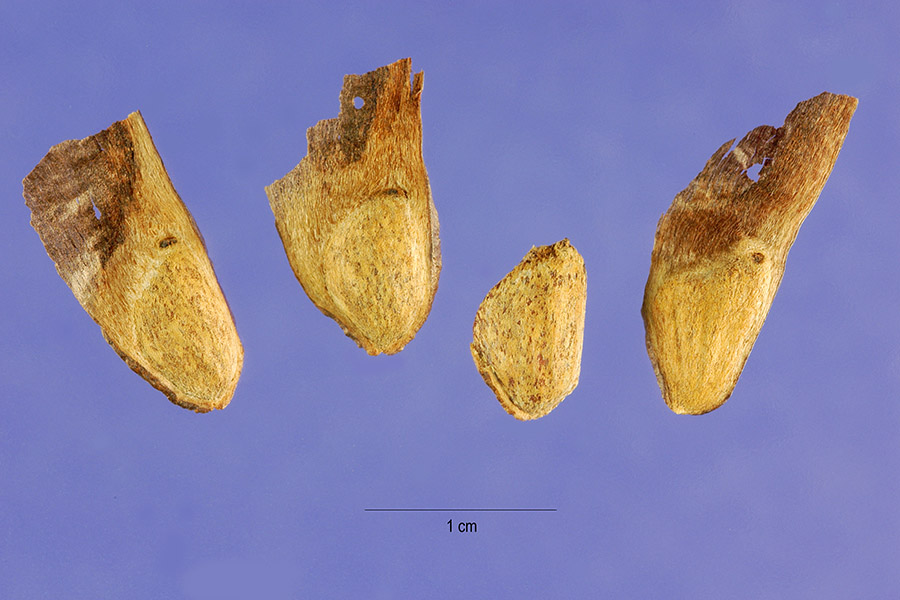
Samen

### Habitus
Die Sumpfkiefer wächst als Baum, der Wuchshöhen von 24 und 37 Metern und Brusthöhendurchmesser von 61 bis 76 Zentimetern erreicht. Die relativ kurze Krone ist offen und die Äste stehen rechtwinkelig vom geraden Stamm ab. Die kräftigen Jungtriebe sind ziemlich biegsam. Es werden je nach Witterungsbedingungen der Vegetationsperiode Triebe mit einem, in Extremfällen fünf bis sechs Zwischenquirlen gebildet. Die Terminaltriebe durchlaufen nur ein bis drei Wachstumsschübe pro Sommer.

### Wurzelsystem und Symbiose
Die Sumpf-Kiefer bildet ein kräftiges Pfahlwurzelsystem aus, das bei tiefgründigen Substraten in Tiefen von bis zu 3,7 Metern vordringen kann. Verfestigte Substrate werden nicht durchwachsen. Das Lateralwurzelsystem konzentriert sich auf die oberen 60 Zentimeter. Auf oberflächennah verfestigten Standorten ist die Art windwurfgefährdet. Nach rund 7 Tagen hat die Keimwurzel der Sämlinge eine Länge von rund 6 Zentimetern erreicht. Eine Ektomykorrhiza mit dem Gemeinen Erbsenstreuling (Pisolithus arhizus) verbessert das Wachstum der Sämlinge und erhöht ihre Überlebensrate.

### Borke
Junge Bäume haben eine tiefrissige, graue Borke. Altbäume haben eine unebene, annähernd orangebraune und durch flache Furchen getrennte Plattenborke mit einer elfenbeinfarbenen Korkschicht. Junge Triebe sind orange-braun gefärbt und mit Schuppen bedeckt.

### Sämlinge
Eine morphologische Besonderheit der Art Pinus palustris stellt das so genannte „Gras-Stadium“ der Sämlinge dar. Die Sämlinge bilden ein so kurzes Hypokotyl aus, dass die Keimblätter knapp über dem Boden stehen. Kurz nach den Keimblättern erscheinen die Primärnadeln an einem 3 bis 7 Millimeter langen Epikotyl. Die ersten Kurztriebe mit Sekundärnadeln erscheinen erst rund 2 Monate später. Durch das späte Entwickeln der Sekundärnadeln sehen die Sämlinge so aus, als würden sie nur aus Nadel bestehen. Obwohl das Höhen- und Dickenwachstum eingeschränkt ist, entwickeln die Sämlinge während des Gras-Stadiums eine kräftige Terminalknospe, ein extensives Wurzelsystem und einen stark erweiterten Wurzelhals. Das Gras-Stadium endet unter günstigen Bedingungen nach rund 2 Jahren, unter ungünstigen Bedingungen kann es jedoch auch bis zu 20 Jahre andauern. Sämlinge, die eine Höhe von 15 bis 80 Zentimeter erreicht haben, sind bereits sehr widerstandsfähig gegenüber Feuer.

### Knospen und Nadeln
Die großen und auffälligen Winterknospen haben silbrig weiße und bewimperte Knospenschuppen.
Die hellgrünen Nadeln stehen zu dritt an Kurztrieben und werden von einer 1,5 bis 3,8 Zentimeter langen Nadelscheide umgeben. Im Querschnitt sind die Nadeln dreieckig, 20 und 45 Zentimeter lang und besitzen 4 bis 7 Harzkanäle. Man findet auf allen Seiten Spaltöffnungen. Die Kanten sind ungezähnt und die Nadelspitze ist spitz. Die Nadeln stehen meist büschelig gehäuft an den Zweigenden. Sie fallen schon am Ende der 2. Vegetationsperiode ab.

### Blüten, Zapfen und Samen
Die Blütezeit erstreckt sich je nach Standort von Mitte Februar bis Anfang April. Die Blüten werden im Juli und August des Vorjahres angelegt. Die Witterungsbedingungen zur Zeit der Blütenanlage spielen eine entscheidende Rolle bei der Anzahl der ausgebildeten Blüten. Während männlich Blütenzapfen durch reichliche Regenfälle während der Wachstumsperiode gefördert werden, fördern ein warmes Frühjahr, ein früher Sommerbeginn und ein trockener Spätsommer die Bildung von weiblichen Blütenzapfen. Wärme beschleunigt die Blütenentwicklung.
Die 3 bis 5 Zentimeter langen männlichen Blütenzapfen sind bis zur Bestäubung purpurrot gefärbt und stehen im unteren Kronenbereich. Die bis zu 1,8 Zentimeter langen weiblichen Blütenzapfen sind bis zur Bestäubung rot und verfärben sich danach gelblich grün. Am Ende des 1. Jahres sind die weiblichen Blütenzapfen rund 2,5 Zentimeter lang. Die Befruchtung erfolgt rund 14 Monate nach der Bestäubung. Die Zapfen sind anfangs grün und verfärben sich zur Reife im September bis November des 2. Jahres rötlich braun. Die Zapfen sind bei einer Länge von 20 bis 45 Zentimetern eiförmig-zylindrisch und relativ schmal. Nach der Entlassung der Samen fallen sie ab, und es bleiben meist ein paar basale Zapfenschuppen am Baum zurück.
Die relativ großen, hellen Samen weisen dunkle Punkte auf, sind gefurcht und etwa 1,2 Zentimeter lang. Der gestreifte Flügel besitzt eine Länge von etwa 3,8 Zentimeter und weist ein schiefes oberes Ende auf. Das Tausendkorngewicht beträgt rund 92,5 Gramm. Die Ausbreitung erfolgt über den Wind (Anemochorie).

### Chromosomenzahl
Die Chromosomenzahl beträgt 2n = 24.

## Verbreitung und Standort

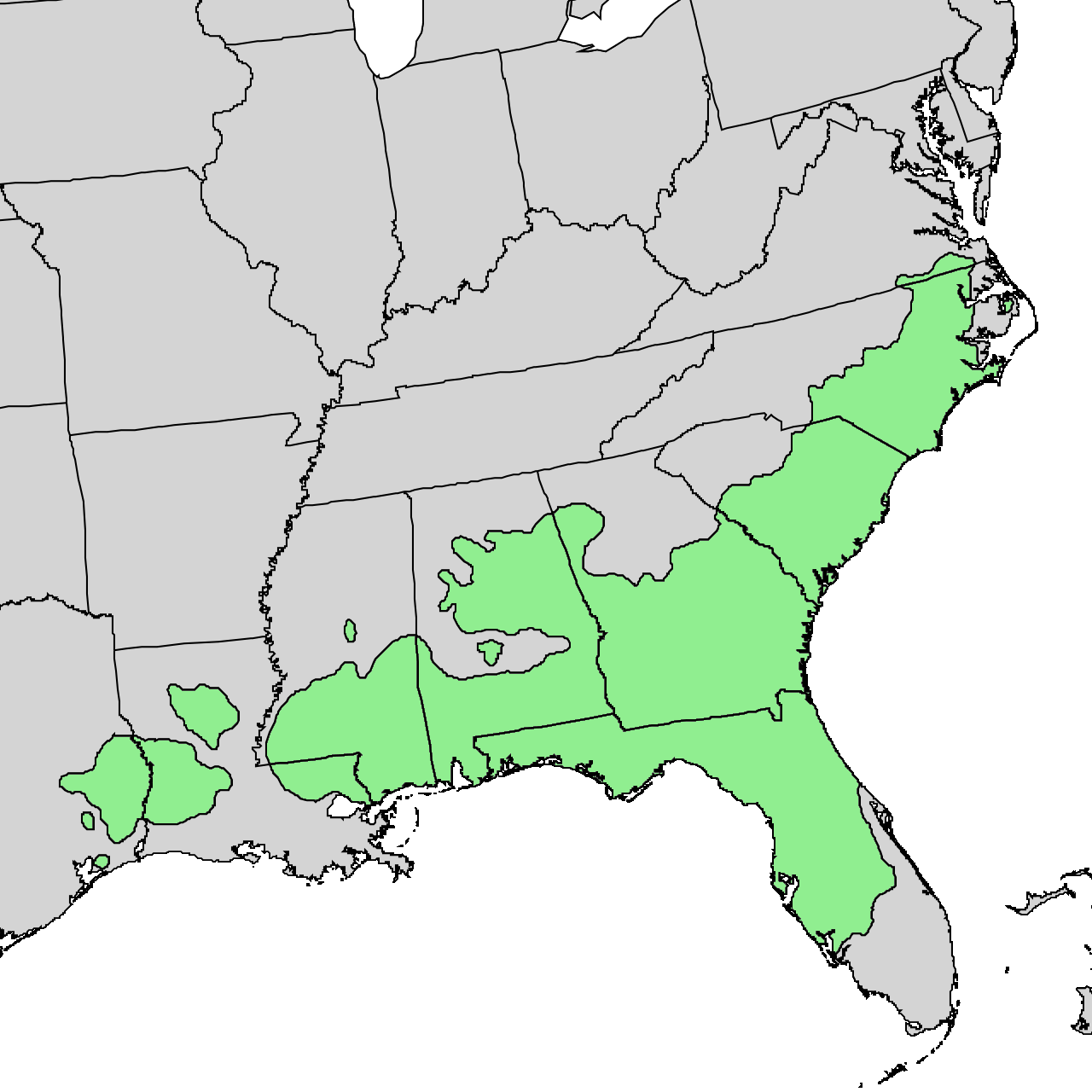
Verbreitungsgebiet der Sumpf-Kiefer

Das natürliche Verbreitungsgebiet erstreckt sich großteils über die Ebenen der Atlantik- und Golfküste. Es reicht vom südöstlichen Virginia bis zum östlichen Texas. Nach Süden erstreckt es sich bis zum südlichen Teil des mittleren Floridas. Das Verbreitungsgebiet erstreckt sich bis zu 200 Kilometer landeinwärts. Ausgenommen davon sind die Piedmont-Region und die Vorberge der Appalachen in Nord-Alabama und Georgia.
Die Sumpf-Kiefer besiedelt Höhenlagen von 0 bis 600 Metern. Sie gedeiht im warmen und feucht-gemäßigten Klima. Die Extremtemperaturen liegen im Verbreitungsgebiet zwischen 38 °C und −18 °C. Die Jahresniederschläge betragen zwischen 1.090 und 1.750 mm und es kommt häufig zu kurzen Trockenperioden. Man findet diese Art häufig auf gut drainierten, flachen Sanden mit geringem Humusgehalt aber auch auf wechselfeuchten Sanden und sandigen Tonen, welche bei hohen Niederschlägen vernässen und entsprechend arm an Sauerstoff sind. Der Boden-pH-Wert liegt zwischen 3,5 und 6,5.
An trockenen Standorten bildet die Sumpf-Kiefer Mischbestände mit der Gabel-Eiche (Quercus laevis), der Schwarz-Eiche (Quercus marilandica), der Virginia-Eiche (Quercus virginiana), mit Quercus incana und mit Pfahl-Eiche (Quercus stellata). Mischbestände mit dem Blüten-Hartriegel (Cornus florida), der Amerikanischen Persimone (Diospyros virginiana), dem Amerikanischen Amberbaum (Liquidambar styraciflua), dem Schwarzen Tupelobaum (Nyssa sylvestris), der Sichelblättrigen Eiche (Quercus falcata), mit Quercus laurifolia, mit Schwarz-Eiche (Quercus nigra) und mit dem Sassafrasbaum (Sassafras albidum) werden an feuchten Standorten gebildet. Die Tintenbeeren-Stechpalme (Ilex glabra), Ilex vomitoria, Myrica cerifera, der Geflügelte Sumach (Rhus copallina) und die Sägepalme (Serenoa repens) bilden an solchen Standorten die Strauchschicht.

## Nutzung
Die Sumpf-Kiefer ist eine wirtschaftlich wichtige Baumart der Südstaaten wird aber weniger intensiv bewirtschaftet und züchterisch bearbeitet als andere südliche Kiefernarten. Das harzreiche Holz wird zur Herstellung von Sperrholz, Zellstoff und Holzpellets genutzt. Es findet Verwendung als Balken, Pfähle, Schwellen und Pfeiler beim Bau von Brücken, Fabrik- und Lagerhallen. Im Innenausbau wird es als Furnier genutzt. Das Harz wurde zur Herstellung von Farben, Lacken, Linoleum, Papier und Seifen genutzt, verliert aber wegen aufkommender synthetischer Stoffe mehr und mehr an Bedeutung. Die langen Nadeln wurden früher zu Flechtwerk, vor allem zu Körben und Schalen, verarbeitet.

### Kultivierung
Aufgrund des Gras-Stadiums der Sämlinge wurde die Sumpf-Kiefer weniger intensiv züchterisch bearbeitet als andere Kiefern des nordamerikanischen Südens. Bäume aus verschiedenen Herkünften weisen Unterschiede im Höhenwachstum, der Höhe der Abgänge, der Wurzelmorphologie, der Krankheitsresistenz und der Frosthärte auf. Zwischen einzelnen Individuen sind größere Unterschiede vorhanden als zwischen verschiedenen Herkünften. Küsten-Herkünfte wachsen schneller als Herkünfte aus dem Inland.

### Holz
Das nahezu weiße bis gelbliche, gelegentlich auch orange-weiß bis hellgelb gefärbte Splintholz hebt sich von dem gelben über orange bis roten und hellbraunen Kernholz ab. Die Bildung des Kernholzes setzt erst bei 20-jährigen Bäumen ein. Raschwüchsige, freistehende Bäume haben einen kleinen Kern, während langsam wachsende und dicht stehende Bäume einen dicken Kern haben. Die Jahresringe sind aufgrund des dunklen Spätholzes gut zu erkennen. Kennzeichnend für das Holz der Sumpf-Kiefer ist der intensive Harzgeruch, die mittlere bis hohe Schlagfestigkeit, die relativ starke Schwindung, aber Stabilität nach der Trocknung und die geringe Haftung von Farben. Es lässt sich nur mäßig gut bearbeiten, ist schraub- und nagelfest und ist selbst in feuchten Lagen recht dauerhaft. Der Faserverlauf ist gerade aber unregelmäßig. Das Kurzzeichen als Handelsholz nach EN 13556 ist PNPL.
| Mechanische Eigenschaften | Wert | Einheit |
| ------------------------- | ---- | ------- |
| Darrdichte (r0)           | 0,54 | g/cm³   |

## Krankheiten und Schädlinge
Krankheiten stellen im Allgemeinen keine große Bedrohung für die Sumpf-Kiefer dar. Der Pilz Mycosphaerella dearnessii verlängert das Gras-Stadium der Sämlinge und führt zu ihrer Entnadelung. Sämlinge, die unter Schirm aufwachsen, sind weniger anfällig. Nach Beendigung des Gras-Stadiums geht die Anfälligkeit ebenfalls zurück. Der Rostpilz Cronartium strobilinum befällt die weiblichen Blütenzapfen während des Abblühens und verhindert die Entwicklung von fruchtbaren Zapfen. Diese Zapfen werden häufig von Zünslern der Gattung Dioryctria zur Entwicklung genutzt, die anschließend auch gesunde Zapfen schädigen. Fusarium moniliforme dringt über Wunden ein und löst Harzgallen an Trieben aus. Ein Befall mit dem Wurzelschwamm (Heterobasidion annosum), verschiedenen Coleosporium-Arten und mit Cronartium quercuum tritt im Vergleich zu den oben genannten Schadpilzen relativ selten auf und verursacht nur geringe Schäden.
Auf frischen Schlagflächen kann die Verjüngung von den beiden Rüsselkäfern Hylobius pales und Pachylobius picivorus befallen werden. Der Borkenkäfer Dendroctonus frontalis greift die mittleren und oberen Stammpartien an während Dendroctonus terebrans die unteren Stammpartien angreift und Borkenpartien abtötet. Selten stirbt der ganze Baum ab. Der Zünsler Dioryctria abietella frisst an Blüten, Knospen und Trieben und miniert die Zapfen; die Samenbildung ist unterbunden. Der Wickler Cydia ingens ist ein Zapfen- und Samenschädling und tritt vor allem in Samenplantagen auf. Als weitere Zapfen- und Samenschädlinge treten verschiedene Arten der Gattungen Leptoglossus und Tetrya in Erscheinung.

## Systematik

### Taxonomie
Die Erstveröffentlichung von Pinus palustris derfolgte 1768 durch Philip Miller in seinem Werk „Gardener's Dictionary“, achte Auflage, Nummer 14. Synonyme für Pinus palustris Mill. sind Pinus australis Michx. f. und Pinus longifolia Salisb.

### Hybriden
Wo sich das Verbreitungsgebiet der Sumpf-Kiefer (Pinus palustris) mit dem der Weihrauch-Kiefer (Pinus taeda) überlappt, kommt der natürlich entstandene Hybride Pinus × sondereggeri H.H.Chapm. ex Sudw. vor. Dieser Hybride durchläuft kein Gras-Stadium und kann deshalb im Saatbeet leicht von der Sumpf-Kiefer unterschieden werden. In einigen Gebieten macht dieser Hybride bis zu 30 % der Bestände aus. Kreuzungsversuche verliefen erfolgreich mit Pinus echinata und mit Pinus elliottii.